# Laguna El Tigre (Retalhuleu)
A  Laguna El Tigre (Retalhuleu) é um lago localizado na Guatemala. Localiza-se no departamento de Retalhuleu, Município de Santa Cruz Muluá.